# De spreekkamer
De spreekkamer is een aflevering uit het Vlaamse hoorspelreeks Maskers en Mysterie. Het is een vertaling van Hans Herbots van het verhaal Le Parloir van Jean Cosmos. De speelduur bedraagt 51 minuten.

## Rolverdeling
- Mark Willems - Antoine Venaco
- Ugo Prinsen - Pierre Lamastre
- Anton Cogen - ?

## Plot
Antoine Venaco, een man die vastzit voor overval en moord, krijgt bezoek van Pierre Lamastre, lid van de stichting Vrienden van Gedetineerden. Lamastre praat uitvoerig met Venaco over de overval en de moord op zijn handlanger Marcelin Dorian. Hij weet echt ieder detail op te noemen. Venaco vraagt zich af wat de echte reden van Lamastre is om hem op te zoeken.